# Fezna
Fezna  (in arabo فزنا‎?) è un centro abitato e comune rurale del Marocco situato nella provincia di Errachidia, regione di Drâa-Tafilalet. Conta una popolazione di 4 477 abitanti (censimento 2014).